# Margareta Wallenius-Kleberg
Margareta Signe Maria Wallenius-Kleberg, född Wallenius den 17 oktober 1937 i Maria Magdalena församling i Stockholm, död 14 april 2023 i Ekerö distrikt, Stockholms län, var en svensk affärskvinna och travprofil.

## Karriär
Wallenius-Kleberg föddes som dotter till Signe och Olof Wallenius som 1947 förvärvade Menhammar gård i Ekerö kommun. Hon var huvudägare till Walleniusrederierna och ordförande för Stockholms travsällskap. Hon bedrev hästuppfödning på Menhammar stuteri och utnämndes 2005 till hedersdoktor vid Karolinska Institutet.
Wallenius-Kleberg var en av den svenska travsportens största profiler. Hon valdes i juli 2013 in i den svenska Travsportens Hall of Fame och utnämndes i februari 2014 till Travsportens Hedersambassadör. Hon var initiativtagare till travserien Margaretas Tidiga Unghästserie som körs på Solvalla årligen sedan 2017. Från december 2017 var hon delägare i Nuncio, som efter tävlingskarriären blev avelshingst på Menhammar stuteri. År 2018 blev hon den första kvinna som valdes in i United States Harness Racing Hall of Fame.
2023 hyllades hon postumt, då travloppet Jubileumspokalen bytte namn till Margareta Wallenius-Klebergs Pokal.

## Utmärkelser
- Kommendör av Norska förtjänstorden (11 augusti 2005)[15]